# Джермістон
Дже́рмістон (Germiston) — місто на півночі ПАР, супутник Йоганнесбурга, адміністративний центр міського округу Екурхулені в провінції Гаутенг. Спочатку шахтарське місто, засноване в 1886 році на початку золотої лихоманки у Вітватерсранді, Джермістон з того часу перетворився на один із найбільших виробничих, вантажних і залізничних вузлів в Африці, а також є головним центром сталеливарної промисловості Південної Африки.

## Економіка
Транспортний вузол. Золото-афінажний завод, хімічна (лакофарбове виробництво), машинобудівна (сільськогосподарські машини), текстильна промисловості.